# 萱野村 (大阪府)
萱野村（かやのむら）はかつて大阪府にあった村。現在の箕面市の地名として残っている。

## 概要
かつての摂津国豊島郡の一地域であり、現在の箕面市中央部にあたる。この地は赤穂浪士の一人であった萱野重実が育った地である。

### 現在の地名
- 外院（げいん）
- 石丸（いしまる）
- 白島（はくしま、はくのしま[1][注釈 2][注釈 3]）
- 如意谷（にょいだに）
- 坊島（ぼうしま、ぼうのしま）
- 今宮（いまみや）
- 西宿（にしじゅく）
- 萱野（かやの）
- 稲（いな）
- 船場西（せんばにし）
- 船場東（せんばひがし）

## 略歴
中世には萱野郷と称した。
- 1870年/1871年 - 兵庫県の一地域となる。
- 1871年/1872年 - 大阪府の一地域となる。
- 1883年 - 豊島郡東稲村と西稲村が合併して稲村となる。
- 1889年4月1日 - 町村制施行により、豊島郡外院村、石丸村、白島村、如意谷村、東坊島村、西坊島村、今宮村、西宿村、芝村、稲村が合併して萱野村が発足。大字東坊島に村役場を設置。
- 1896年4月1日 - 郡の統合により豊能郡が成立。
- 1948年8月1日 - 止々呂美村と共に箕面町に編入される。

## 周辺
- 萱野三平旧邸
- 国道171号
- 新御堂筋（国道423号）
- 箕面有料道路
- 箕面萱野駅（北大阪急行電鉄南北線）
- 箕面船場阪大前駅（北大阪急行電鉄南北線）
- みのおキューズモール